# Błażek (gromada)
Błażek – dawna gromada, czyli najmniejsza jednostka podziału terytorialnego Polskiej Rzeczypospolitej Ludowej w latach 1954–1972.
Gromady, z gromadzkimi radami narodowymi (GRN) jako organami władzy najniższego stopnia na wsi, funkcjonowały od reformy reorganizującej administrację wiejską przeprowadzonej jesienią 1954 do momentu ich zniesienia z dniem 1 stycznia 1973, tym samym wypierając organizację gminną w latach 1954–1972.
Gromadę Błażek z siedzibą GRN w Błażku utworzono – jako jedną z 8759 gromad na obszarze Polski – w powiecie kraśnickim w woj. lubelskim na mocy uchwały nr 10 WRN w Lublinie z dnia 5 października 1954. W skład jednostki weszły obszary dotychczasowych gromad Błażek, Aleksadrówka i Piłatka ze zniesionej gminy Batorz oraz obszar dotychczasowej gromady Moczydła Nowe ze zniesionej gminy Brzozówka w tymże powiecie. Dla gromady ustalono 26 członków gromadzkiej rady narodowej.
29 lutego 1956 z gromady Błażek wyłączono wieś Aleksandrówka, włączając ją do gromady Batorz w tymże powiecie.
1 stycznia 1957 z gromady Błażek wyłączono wieś Piłatka, włączając ją do gromady Zdziłowice w powiecie janowskim w tymże województwie.
1 stycznia 1960 gromadę zniesiono, włączając jej obszar do gromad Batorz (wieś Błażek wieś, kolonię Buczynka I i kolonię Plebaniec) i Blinów (wieś Moczydła Nowe) w tymże powiecie.